# Anticoreura dilatata
Anticoreura dilatata är en fjärilsart som beskrevs av Erich Martin Hering 1925. Anticoreura dilatata ingår i släktet Anticoreura och familjen tandspinnare. Inga underarter finns listade i Catalogue of Life.